# Parachernes rasilis
Espèce
Parachernes rasilis est une espèce de pseudoscorpions de la famille des Chernetidae.

## Distribution
Cette espèce est endémique du Texas aux États-Unis. Elle se rencontre vers Brownsville.

## Publication originale
- Muchmore & Alteri, 1974 : The genus Parachernes (Pseudoscorpionida, Chernetidae) in the United States, with descriptions of new species. Transactions of the American Entomological Society, vol. 99, p. 477-506.